# Regeringen Liinamaa
Regeringen Liinamaa var Republiken Finlands 57:e regering. Trots att de flesta av ministrarna var medlemmar i olika partier var de inte utsedda att representera dessa i regeringen som helt och hållet var en opolitisk ämbetsmannaregering till sin karaktär. Ministären, som regerade i egenskap av expeditionsregering från 13 juni 1975 till 30 november 1975, kom till stånd när president Urho Kekkonen utlyste nyval för september 1975. De politiska partierna lyckades inte enas om en regeringsbas efter riksdagsvalet i Finland 1975 och Keijo Liinamaas regering fick fortsätta till slutet av november. I första hand skulle regeringen ta hand om de administrativa rutinerna och åstadkomma en budget för år 1976.
| Minister                                                        | Ämbetsperiod                              | Parti                     |
| --------------------------------------------------------------- | ----------------------------------------- | ------------------------- |
| Statsminister Keijo Liinamaa Olavi J. Mattila, ställföreträdare | 13.6.1975–30.11.1975 13.6.1975–30.11.1975 | opolitisk (SDP) opolitisk |
| Minister i statsrådets kansli Pekka Ahtiala                     | 13.6.1975–30.11.1975                      | opolitisk (Centern)       |
| Utrikesminister Olavi J. Mattila                                | 13.6.1975–30.11.1975                      | opolitisk                 |
| Minister i utrikesministeriet Arvo Rytkönen                     | 13.6.1975–30.11.1975                      | opolitisk                 |
| Justitieminister Inkeri Anttila                                 | 13.6.1975–30.11.1975                      | opolitisk (LFP)           |
| Inrikesminister Heikki Koski                                    | 13.6.1975–30.11.1975                      | opolitisk (SDP)           |
| Minister i inrikesministeriet Aarno Strömmer                    | 13.6.1975–30.11.1975                      | opolitisk                 |
| Försvarsminister Erkki Huurtamo                                 | 13.6.1975–30.11.1975                      | opolitisk (Saml)          |
| Finansminister Heikki Tuominen                                  | 13.6.1975–30.11.1975                      | opolitisk                 |
| Minister i finansministeriet Teuvo Varjas                       | 13.6.1975–30.11.1975                      | opolitisk                 |
| Undervisningsminister Lauri Posti                               | 13.6.1975–30.11.1975                      | opolitisk (Centern)       |
| Jord- och skogsbruksminister Veikko Ihamuotila                  | 13.6.1975–30.11.1975                      | opolitisk (Centern)       |
| Trafikminister Esa Timonen                                      | 13.6.1975–30.11.1975                      | opolitisk (Centern)       |
| Handels- och industriminister Arvo Rytkönen                     | 13.6.1975–30.11.1975                      | opolitisk                 |
| Minister i handels- och industriministeriet Jorma Uitto         | 13.6.1975–30.11.1975                      | opolitisk (DFFF)          |
| Social- och hälsovårdsminister Alli Lahtinen                    | 13.6.1975–30.11.1975                      | opolitisk (SDP)           |
| Minister i social- och hälsovårdsministeriet Grels Teir         | 13.6.1975–30.11.1975                      | opolitisk (SFP)           |
| Arbetskraftsminister Ilmo Paananen                              | 13.6.1975–30.11.1975                      | opolitisk (SDP)           |